# Netum
Netum (llatí: Netum o Neetum grec antic: Νέητον) va ser una ciutat important de Sicília a les fonts del riu Asinarus (modern Falconara) a uns 30 km al sud-oest de Siracusa.
No se'n troba menció fins que els romans van ocupar l'illa. Al tractat entre Roma i Siracusa de l'any 263 aC que es va establir amb el tirà Hieró II, la ciutat va ser una de les que va quedar en mans d'aquest rei. Sota domini romà va ser una ciutat federada, diu Ciceró, una condició especial que no se sap què la va motivar. Plini el Vell l'esmenta com a ciutat llatina (civitas latinae conditionis) condició que només tenien tres ciutats en tota l'illa.
Va existir durant tot l'Imperi i a l'edat mitjana. Sota els normands va ser la capital de la província del sud, coneguda per Vall de Noto, però alguns terratrèmols van portar a l'emigració de la població a un lloc més proper a la mar on es va fundar la ciutat moderna de Noto l'any 1703. El lloc antic és conegut com a Noto Vecchio, situat dalt d'un turó, que conserva algunes restes romanes, un amfiteatre i un edifici conegut com el gimnàs.